# Mark Reale
Mark Reale (Brooklyn, 7 giugno 1955 – San Antonio, 25 gennaio 2012) è stato un chitarrista statunitense, noto per essere stato il leader e il fondatore della band heavy metal statunitense Riot.

## Biografia
Mark nacque a Brooklyn (New York) e si avvicinò alla musica grazie ad artisti quali The Beatles, Eric Clapton, Gary Moore, Michael Schenker e George Harrison.
Nel 1975 ha fondato i Riot, uno dei gruppi più influenti e sottovalutati del metal americano.
Mark ha collaborato anche con Tony Harnell dei TNT per il supergruppo Westworld, con i quali ha inciso tre album tra il 1999 e il 2002.
È morto il 25 gennaio 2012 all'età di 56 anni in un ospedale di San Antonio, dove era stato ricoverato dieci giorni prima a causa di un'emorragia subaracnoidea cagionata dalla malattia di Crohn, malattia di cui soffriva sin dalla nascita.

## Discografia
Con i Riot
- 1977 -  Rock City
- 1979 - Narita
- 1981 - Fire Down Under
- 1982 - Restless Breed
- 1983 - Born in America
- 1988 - Thundersteel
- 1990 - The Privilege of Power
- 1994 - Nightbreaker
- 1995 - The Brethren of the Long House
- 1998 - Inishmore
- 1999 - Sons of Society
- 2002 - Through the Storm
- 2006 - Army of One
- 2011 - Immortal Soul

Westworld
- 1999 - Westworld
- 2000 - Skin
- 2001 - Live... In the Flesh
- 2002 - Cyberdreams